# ハンガリー大平原

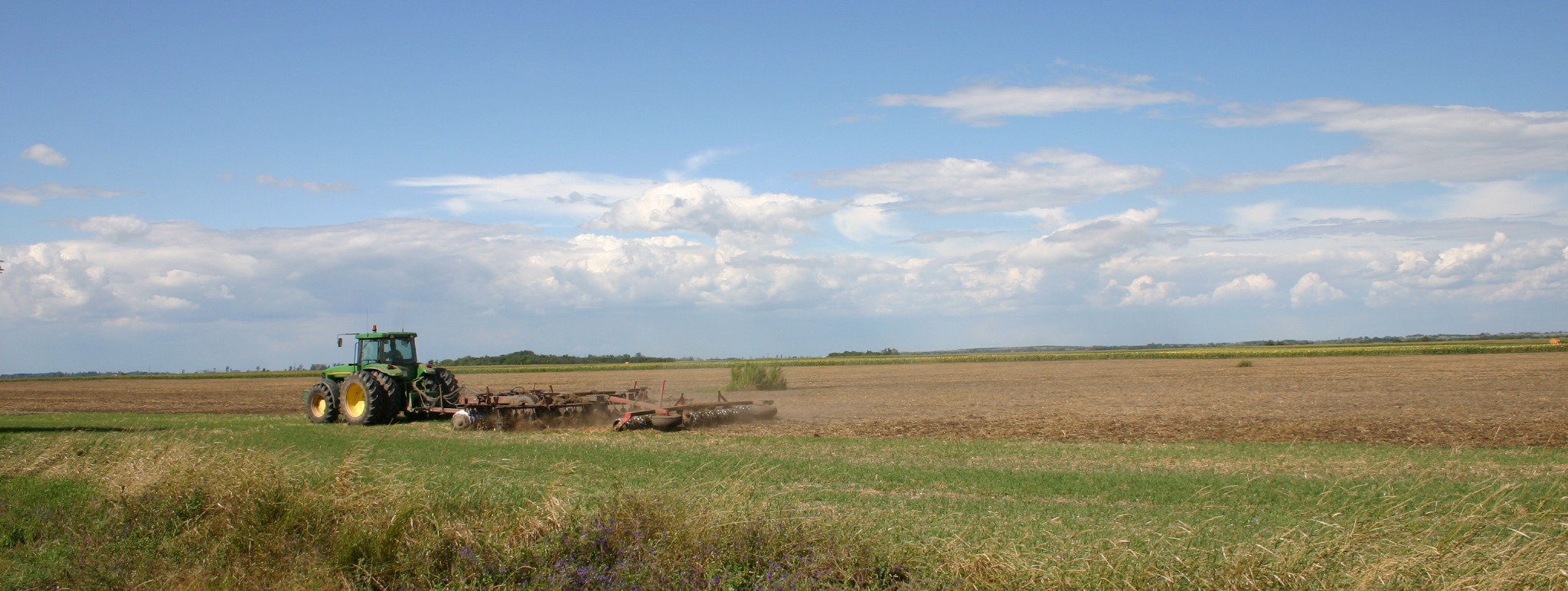
ハンガリー大平原

ハンガリー大平原（ハンガリーだいへいげん、ハンガリー語: Alföld, Nagy Alföld [ˈɒlføld]）は、ハンガリーの東部及び南部、東スロバキア低地、ウクライナ南西部、トランスカルパティア低地、ルーマニア西部、セルビア北部、クロアチア東部を占める平原で、カルパチア盆地の中で一番大きい面積を有する平原である。

## 名称
- スロバキア語: Veľká dunajská kotlina
- ルーマニア語: Câmpia TiseiないしCâmpia de Vest
- クロアチア語: Panonska nizina
- セルビア語: Panonska nizija
- ウクライナ語: Тисо-Дунайська низовина

## 境界

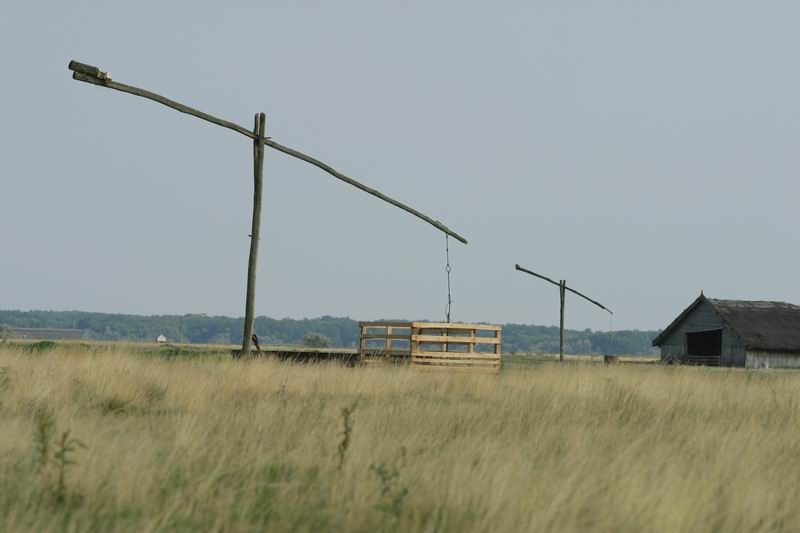
平原内のホルトバージ国立公園

ハンガリー大平原は北側と東側はカルパティア山脈によって、南東側はトランスダニューブ山脈及びクロアチアの山脈によって、南側はサヴァ川によって隔てられている。

## 地理

### ハンガリー

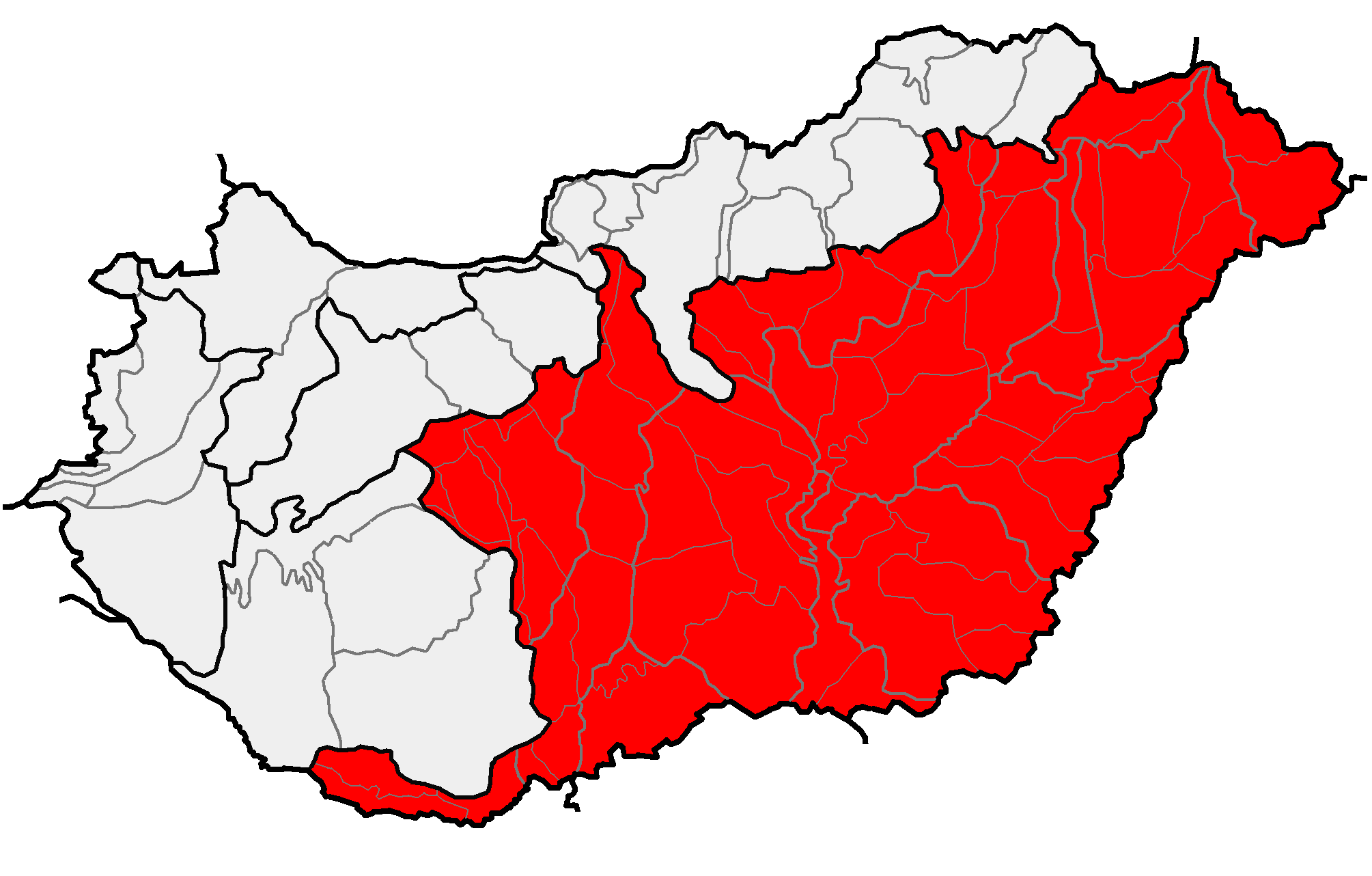
ハンガリー大平原のハンガリー国内に於ける領域

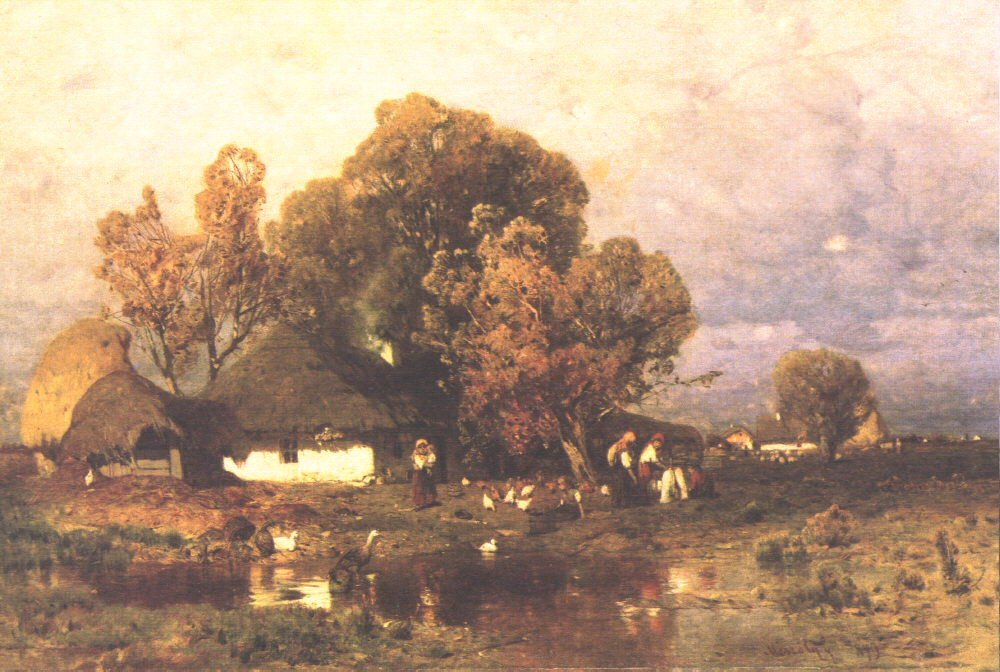
19世紀のハンガリー大平原の農場

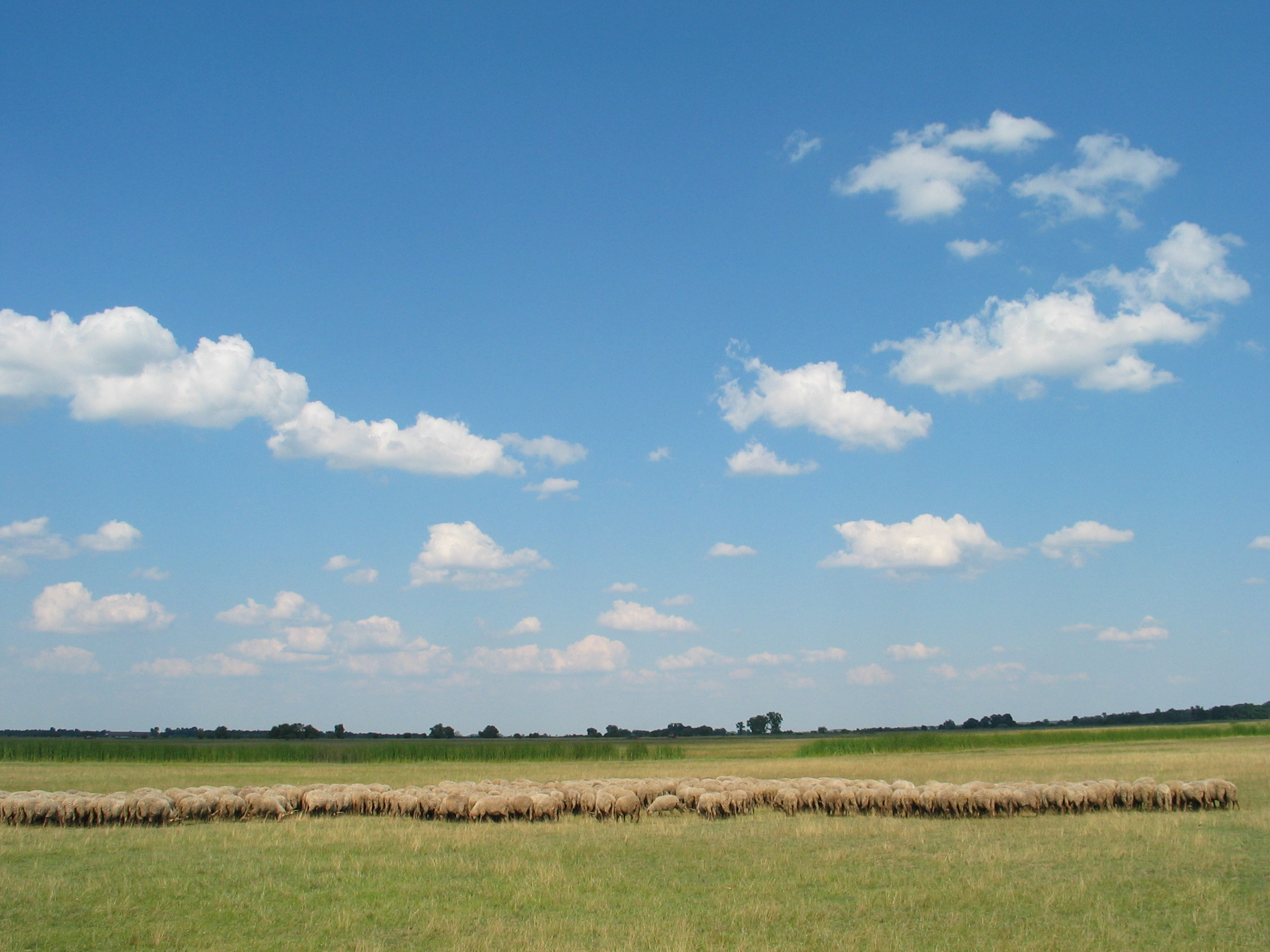
ハンガリー大平原と羊

ハンガリー国内に於けるハンガリー大平原の広さは52,000 km²であり、これはハンガリーの国土全体の56%を占めている。大平原全体の面積は100,000 km²であり、そのうちの半分以上がハンガリー国内となっている。大平原の最高峰はホポルチョー山の183mで、最低地点はティサ川となっている。
この平原に感銘を受けたないし関係のあるハンガリーの著者にはモーラ・フェレンツとモーリッツ・ジグモンドがおり、詩人ではペテーフィ・シャーンドルとユハース・ジュラがいる。また、この地域で生まれ育った科学者には物理学者のベイ・ゾルターンや化学者で音の出ないマッチを開発したイリニ・ヤーノシュ、薬理学者のカバイ・ヤーノシュ、物理学者のカータイ・ガーボル、コラーニ・フリジェシュなどがいる。
この地域における有名な都市はベレクフュルデー、チェルケセーレー、ジュラ、ハイドゥーソボスロー、センテシュ、ソルノクなどが挙げられる。
この地域を特徴づける祭事はチャーンゴー祭がヤースベレニーで開かれている他、さくらんぼ祭がナジケレで、グヤーシュ祭がソルノクで、橋のバザールがホルトバージ国立公園で、オープスタスゼルでフニアーリスと呼ばれる祭が、屋外での競技がセゲドで、城での競技がジュラで、フラワーフェスティバルがデブレツェンで、ハーラスレーの大会がバヤで開かれている。

### セルビア
セルビアではハンガリー大平原の領域はバチュカ、バナト、スレムの三つに分けられ、その大部分はヴォイヴォディナ自治州に属している。

### スロバキア
スロバキアに於けるハンガリー大平原の領域は東スロバキア低地として知られている。

### ウクライナ
ウクライナに於けるハンガリー大平原の領域はトランスカルパティア低地として知られている。

### ルーマニア
ルーマニアではハンガリー大平原の領域はバナトやクリサナに跨っており、西平原と呼ばれる。